# 경주시의회
경주시의회(慶州市議會)는 경주시에 제출된 의견이나 법안을 처리하기 위해 설치된 의회이다. 경상북도 경주시 동천동 양정로 260에 있다.

## 조직

### 의장단
- 의장
- 부의장 1명

### 위원회
상임위원회
- 의회운영위원회
- 문화행정위원회
- 경제도시위원회